# Riesenbaumratten
Die Riesenbaumratten (Mallomys) sind eine Nagetiergattung aus der Gruppe der Altweltmäuse (Murinae). Diese Tiere leben auf Neuguinea.
Der wissenschaftliche Name ist aus den griechischen Worten mallos (Wolle) und mys (Maus) zusammengesetzt.

## Merkmale
Riesenbaumratten erreichen eine Kopfrumpflänge von 29 bis 47 Zentimeter, wozu noch ein 28 bis 44 Zentimeter langer Schwanz kommt. Das Gewicht variiert zwischen 0,9 und 2 Kilogramm. Ihr Fell ist ausgesprochen lang und wollig. Es ist an der Oberseite in der Regel dunkelbraun oder grau gefärbt, die Unterseite ist weiß, manchmal sind auch weiße Querstreifen am Rumpf vorhanden. Die Pfoten sind schwarz, bei dem kaum behaarten Schwanz ist die vordere Hälfte bräunlich und die Hinterhälfte weiß gefärbt. Der Kopf ist massiv gebaut, die Schnauze auffallend kurz.

## Lebensraum und Lebensweise
Riesenbaumratten sind auf Neuguinea endemisch, sie leben hier vor allem in Gebirgswäldern. Sie halten sich vorwiegend auf Bäumen auf und errichten ihre Nester in Baumhöhlen, selten auch auf dem Erdboden. Diese Tiere ernähren sich von Pflanzenschößlingen und anderem pflanzlichen Material.

## Systematik
Es sind vier Arten wissenschaftlich beschrieben:
- Die De-Vis-Riesenbaumratte (Mallomys aroaensis) lebt im östlichen Neuguinea.
- Die Berg-Riesenbaumratte (Mallomys gunung) ist nur von zwei Stellen im neuguineischen Zentralgebirge bekannt. Die Art ist laut IUCN „stark gefährdet“ (endangered).
- Die Hochland-Riesenbaumratte (Mallomys istapantap) bewohnt das Zentralgebirge im mittleren und östlichen Neuguinea.
- Die Rothschild-Riesenbaumratte (Mallomys rothschildi) kommt in ganz Neuguinea vor.

Eine weitere, bislang unbeschriebene Art lebt im Arfakgebirge im westlichen Neuguinea. Im Jahr 2007 wurde von einer Expedition von Conservation International eine bereits 2005 gesichtete, mögliche weitere, bislang nicht beschriebene Art in den Foja-Bergen im Osten des indonesischen Teils Neuguineas entdeckt. 2009 wurde eine mögliche weitere Art im Krater des erloschenen Vulkans Mount Bosavi gefunden.
Systematisch ist die Gattung Teil der Pogonomys-Gruppe, einer vorwiegend auf Neuguinea beheimateten Radiation der Altweltmäuse. Mit den Eigentlichen Ratten (Rattus) sind sie hingegen nur entfernt verwandt.

## Riesenbaumratten und Menschen
Aufgrund ihrer großen Ausmaße werden die Tiere manchmal gejagt und verzehrt und ihre Zähne als Werkzeuge verwendet. Dennoch sind drei der vier Arten noch häufig und gelten als nicht bedroht.